# Incantation
Incantation es una banda estadounidense de death metal que fue formada por John McEntee y Paul Lendley en 1989. Son uno de los líderes en la escena del death metal neoyorquino junto con Suffocation, Mortician e Immolation aunque actualmente la banda reside en Johnstown, Pensilvania. A la fecha, la banda ha lanzado trece larga duración, dos álbumes en vivo, cuatro EP’s, dos singles, tres splits, un DVD y tres demos. Durante más de 30 años, Incantation se ha mantenido constantemente como una de las bandas underground más influyentes y respetadas del género. La música de Incantation con frecuencia se basa en temas anticristianos, satánicos y de ocultismo. La banda se destaca por mezclar tempos muy variados en su música, a menudo tocando pasajes lentos y de tonalidades bajas similares a los interpretados por bandas de death-doom como Autopsy.

## Miembros

### Actuales
- John McEntee - Guitarra, Voz
- Luke Shively - Guitarra
- Chuck Sherwood - Bajo
- Kyle Severn - Batería

### Anteriores
Guitarristas, vocalistas
- Tom Stevens (Nokturnel, Savage Death, Morpheus Descends)
- Nathan Rossi (Rottrevore)
- Daniel Corchado (The Chasm, ex Cenotaph (Mex), Obeisance)
- Duane Morris (Decrepit, Embalmer (US), Manticore, ex From the Depths, ex Nunslaughter, Dead of Night, ex Mutilation, ex Sanctorum)
- Craig Pillard (Nocturnal Crypt, ex Aggressive Intent, ex Carnage (US), Womb, Disciples of Mockery, Methadrone, Desecrator (US))
- Lou Lombardozzi (Fleshtized, Seven Gates (US))

Bajistas
- Rob Yench (Mausoleum (US), Morpheus Descends)
- Joe Lombard
- Kevin Hughes (ex Malignancy)
- Mary Ciullo (Prime Evil)
- Mike Donnelly (ex Disgorged)
- Randy Scott (ex Blood of Christ [ohio], ex From the Depths)
- Dave Niedrist
- Dan Kamp (Crucifier (US))
- Ronnie Deo
- Aragon Amori (R. I. P. 1996) (ex Profanatica, ex Demonic Christ, Contrivisti)

Bateristas
- Richard Christy (ex Death)
- Dave Culross (1999) (ex Malevolent Creation, ex Suffocation)
- Mark Perry (Death of Millions)
- Rick Boast (Necrotomie)
- Clay Lytle (Fatal Aggression)
- Chris Dora (Soulless (US), Decrepit, The Spawn of Satan, Bloodsick, All That Is Evil, Dead of Night, ex Ringworm, ex Integrity, Gluttons)
- John Brody (ex Deteriorot)
- Jim Roe
- Peter Barnevic

Otros
- Will Rahmer - Voz (Mortician (US))
- Vincent Crowley - Voz (Acheron, ex Nocturnus, Wolfen Society)
- Mike Saez - Bajo, Voz (Deathrune)
- Bill Venner - Guitarra
- Bob Vigna - Guitarra (Immolation)
- Sal Seijo - Guitarra
- Brett Mackowski - Guitarra
- Paul Ledney - Batería, Voz (Profanatica, Havohej)
- Rigel Walshe - Bajo (Dawn Of Azazel(NZ)) US 2006 tour

## Discografía

### Álbumes
- Onward to Golgotha (Relapse Records, 1992)
- Mortal Throne of Nazarene (1994)
- Upon the Throne of Apocalypse (1995) [lim. 1000 copias, este fue un remix de "mortal throne of nazarene" con las canciones en diferente orden]
- Tribute to the Goat (Live, 1997) [lim. to 1000 copias. Las primeras 666 manchadas con sangre de cabra]
- Diabolical Conquest (1998)[Presenta a Daniel Corchado en vocales]
- The Infernal Storm (2000) [Único álbum que presenta a Dave Culross en la batería]
- Live - Blasphemy in Brazil tour 2001 (En Vivo, 2001)
- Blasphemy (2002)
- Decimate Christendom (2004)
- Primordial Domination (2006)
- Vanquish in Vengeance (2012)
- Dirges of Elysium (2014)
- Profane Nexus (2017)
- Upon The Throne Of Apocalypse (Reedición) (2019)
- Sect of Vile Divinities (2020) (Relapse Records)
- Unholy Deification (2023) (Relapse Records)

### EP
- Blasphemous Cremation (2008)
- Entrantment of Evil (1990)[2 versiones de este EP existen. 1 en Seraphic Decay y 1 en Relapse Records... Este EP también presenta a Will Rahmer de Mortician en vocales]
- Deliverance of Horrific Prophecies (1991)
- The Forsaken Mourning of Angelic Anguish (1997) [2 versieons existen... La primera en Repulse Records, 2.ª en Relapse Records]

### Otros
- Rehearsal Demo (1990, Demo)
- Demo #1 (1990, Demo)
- Thieves of the Cloth (2006, Sencillo)
- Tricennial of Blasphemy (2022, Recopilatorio)